# Rocher Capitaine Island
Rocher Capitaine Island är en ö i Kanada.   Den ligger i provinsen Ontario, i den sydöstra delen av landet, 200 km väster om huvudstaden Ottawa.
I omgivningarna runt Rocher Capitaine Island växer i huvudsak blandskog. Trakten runt Rocher Capitaine Island är nära nog obefolkad, med mindre än två invånare per kvadratkilometer.